# Лийва (Таллин)
Ли́йва (эст. Liiva — «Песочный») — микрорайон в районе Нымме города Таллина, столицы Эстонии. 

## География
Расположен в южной части Таллина. Граничит с микрорайонами Раудалу, Юлемистеярве, Мяннику, Рахумяэ и Ярве. Площадь — 2,64 км². Плотность населения на 1 января 2023 года — 492,0 чел/км².

## Улицы
Самые протяжённые улицы микрорайона Лийва: Валдеку, Вильяндиское шоссе, Кальмисту, Махла, Мяннику, Педая.
Большое число улиц Лийва носят «природные» названия, в частности:  Орава (эст. Orava — Беличья), Кяби (эст. Käbi — Шишечная), Мяннику (эст. Mäniku — Сосновая, Рийзика (эст. Riisika — Млечниковая).

## Население
В 2014 году население Лийва составляло 1365 человек, доля мужчин — 44 %; эстонцы составляли 87 % жителей микрорайона.
| Численность населения микрорайона Лийва на 1 января по данным Регистра народонаселения | Численность населения микрорайона Лийва на 1 января по данным Регистра народонаселения | Численность населения микрорайона Лийва на 1 января по данным Регистра народонаселения | Численность населения микрорайона Лийва на 1 января по данным Регистра народонаселения | Численность населения микрорайона Лийва на 1 января по данным Регистра народонаселения | Численность населения микрорайона Лийва на 1 января по данным Регистра народонаселения | Численность населения микрорайона Лийва на 1 января по данным Регистра народонаселения | Численность населения микрорайона Лийва на 1 января по данным Регистра народонаселения |
| 2008                                                                                   | 2010                                                                                   | 2011                                                                                   | 2012                                                                                   | 2013                                                                                   | 2014                                                                                   | 2015                                                                                   | 2016                                                                                   |
| -------------------------------------------------------------------------------------- | -------------------------------------------------------------------------------------- | -------------------------------------------------------------------------------------- | -------------------------------------------------------------------------------------- | -------------------------------------------------------------------------------------- | -------------------------------------------------------------------------------------- | -------------------------------------------------------------------------------------- | -------------------------------------------------------------------------------------- |
| 1303                                                                                   | ↘1289                                                                                  | ↗1296                                                                                  | ↗1343                                                                                  | ↗1355                                                                                  | ↗1365                                                                                  | ↘1351                                                                                  | ↘1334                                                                                  |
| 2017                                                                                   | 2018                                                                                   | 2019                                                                                   | 2020                                                                                   | 2021                                                                                   | 2022                                                                                   | 2023                                                                                   |                                                                                        |
| ↘1333                                                                                  | ↗1366                                                                                  | ↘1360                                                                                  | ↗1367                                                                                  | ↘1356                                                                                  | ↘1309                                                                                  | ↘1299                                                                                  |                                                                                        |

## История
Во второй половине XVIII века на территории современного микрорайона Лийва находилось два трактира — «Лийва» и «Ристи». Первые упоминания об этих трактирах встречаются в атласе Меллина 1798 года. От первого из трактиров и произошло название микрорайона.
В 1901 году через Лийва была проведена узкоколейная железная дорога Таллин — Вильянди. Перед Первой мировой войной на узкоколейной железной дороге была создана станция «Лийва», основной целью которой было обслуживание Морской крепости Императора Петра Великого. 1 февраля 1925 года станция была закрыта, а 13 ноября того же года в здании вокзала было открыто почтовое отделение.
В 1932 году неподалёку от станции начало работу предприятие AS Liiva-Betoon, занимавшееся производством черепицы, бетонных столбов и других строительных материалов.
В 1935 году на территории Лийва было открыто одноимённое кладбище с часовней, построенной по проекту архитектора Герберта Йохансона. В настоящее время кладбище, имеющее площадь 118 га, занимает 45 % территории микрорайона и является самым большим кладбищем Таллина.
Вся данная территория была присоединена к Таллину в 1940 году. Район к северо-западу от Лийва, недалеко от перекрестка Вильяндиского шоссе и улицы Мяннику, называется Ристи-Лийва (по названиям трактиров Ристи и Лийва).

## Общественнвй транспорт
В микрорайоне курсируют городские автобусы маршрутов № 5, 32, 57, а также несколько пригородных автобусов.
На территории микрорайона расположена железнодорожная станция «Лийва», на которой останавливаются пригородные поезда компании «Elron».

## Галерея
- Микрорайон Лийва
- Улица Лийва
- Улица Ынне («Счастливая»)
- Старое здание железнодорожной станции «Лийва»
- Часовня кладбища Лийва